# 江肇恩
江肇恩（？—？），广西临桂人，清朝政治人物。
道光二十五年，署任廣東廣州府永安縣知縣（現紫金縣知縣）。后由候坤元接任。